# The Continental: From the World of John Wick
The Continental: From the World of John Wick (bra: O Continental: Do Mundo de John Wick) é uma minissérie de televisão estadunidense criada por Greg Coolidge, Kirk Ward, e Shawn Simmons. 
Composta por três episódios, atua como uma prequela da franquia John Wick, revelando os bastidores do Continental Hotel, décadas antes dos eventos de John Wick.

## Enredo
Na década de 1970, o ex-criminoso Winston Scott assume a propriedade do Hotel Continental em Nova Iorque, transformando-o em um refúgio para assassinos onde nenhum homicídio é tolerado. O Continental passa a ser visto como um santuário, enquanto, do lado de fora, a cidade enfrenta um período de insatisfação e assiste à ascensão da máfia americana.

## Elenco
- Colin Woodell como Winston Scott
- Mel Gibson como Cormac
- Hubert Point-du Jour como Miles
- Jessica Allain como Lou
- Michelle Prada como KD
- Nung Keith como Yen
- Ben Robson como Frankie
- Peter Greene como Tio Charlie
- Ayomid Adegan como Caronte
- Jeremy Bobb como Mayhew
- Katie McGrath como "A Juiz"
- Ray McKinnon como Jenkins
- Adam Shapiro como Lemmy
- Mark Mousasi como Hansel
- Marina Mazepa como Gretel

## Episódios
| N.º | Título    | Dirigido por         | Escrito por                                               | Lançamento             |
| --- | --------- | -------------------- | --------------------------------------------------------- | ---------------------- |
| 1   | "Night 1" | Albert Hughes        | Greg Coolidge, Kirk Ward e Shawn Simmons                  | 22 de setembro de 2023 |
| 2   | "Night 2" | Charlotte Brändström | Greg Coolidge, Kirk Ward, e Shawn Simmons, Ken Kristensen | 29 de setembro de 2023 |
| 3   | "Night 3" | Albert Hughes        | Greg Coolidge, Kirk Ward & Ken Kristensen                 | 6 de outubro de 2023   |

## Produção
Em janeiro de 2017, durante o desenvolvimento de John Wick: Chapter 3 – Parabellum, Derek Kolstad, criador da franquia John Wick, conjuntamente com Chad Stahelski, consideraram possíveis histórias no estilo prequela, sugerindo que uma série de televisão seria mais adequada no lugar de um novo filme. Em junho do mesmo ano, o desenvolvimento da série havia sido confirmado, sendo intitulada como "The Continental". Mais tarde, a Lionsgate Entertainment informou que a série seria transmitida pela rede Starz, enquanto Chad Stahelski atuaria na direção do primeiro episódio da série, que contaria as origens de vários personagens apresentados nos filmes da franquia. Em abril de 2021, Kevin Beggs, presidente da Lionsgate Television, afirmou que a equipe queria garantir que a série expandisse o universo de John Wick mas sem interferir nos possíveis filmes futuros. Posteriormente, a Lionsgate escolheu as abordagens apresentadas por Greg Coolidge, Kirk Ward e Shawn Simmons, que foram anunciados para a produção executiva do projeto, enquanto Albert Hughes, e Charlotte Brändström, atuaram como diretores.
Em outubro de 2021, os membros do elenco foram anunciados, com Mel Gibson fazendo parte dele, enquanto Colin Woodell interpretaria o jovem Winston Scott, personagem previamente interpretado por Ian McShane nos filmes John Wick. 
As filmagens tiveram início em Budapeste, em novembro de 2021.

## Divulgação
A série foi divulgada inicialmente pela Starz, no entanto, em 15 de agosto de 2022, foi repassada para a plataforma Peacock. Em março de 2023, Joe Drake, presidente da Lionsgate, anunciou que a série seria veiculada no final de 2023 e que os episódios já estavam quase finalizados. Sua estreia nos Estados Unidos foi agendada para 22 de setembro de 2023, e nos outros países seria transmitida pelo Amazon Prime Video.